# Ralph Brownrigg
Reverendo Ralph Brownrigg o Brownrig (Ipswich, 1592 – 7 dicembre 1659) è stato un vescovo anglicano inglese, vescovo della Diocesi anglicana di Exeter, fu membro dell'Assemblea di Westminster, alla quale, sembra, non prese mai attivamente parte.

## Biografia
Nato ad Ipswich, da una famiglia dedita ad attività mercantili e molto religiosa, suo padre morì poche settimane dopo la sua nascita, fu cresciuto dalla madre che lo educò presso una scuola di grammatica della città. All'età di quattordici anni fu mandato a proseguire gli studi al Pembroke College dell'Università di Cambridge, dove nel 1617 ottenne il Master of Arts, e successivamente il baccalaureato nel 1621 ed il titolo di Doctor of Divinity nel 1626. Nel 1621 fu ministro della chiesa parrocchiale di St Margaret of Antioch, a Barley nell'Hertfordshire e nello stesso anno fu beneficiario della prebenda della parrocchia di Ely. Venne eletto Master del St Catharine's College, e nel 1629 ottenne la prebenda di Lichfield, diventando nel 1631 arcidiacono di Coventry.

Nel 1637 venne nominato Vice-Cancelliere dell'Università di Cambridge, carica che ricoprì per breve tempo, ovvero fino al 1638. 
Nel 1642 venne nominato Vescovo di Exeter per volontà di Carlo I d'Inghilterra dopo che il seggio episcopale era rimasto vacante per il trasferimento del precedente vescovo Joseph Hall alla sede di Norwich. La sua consacrazione a Vescovo di Exeter venne celebrata dallo stesso Arcivescovo di Canterbury William Laud il 3 maggio 1642. Tuttavia non si insediò mai fisicamente nel suo Vescovato, ed il 27 novembre 1647 nominò una Commissione per l'amministrazione ecclesiastica della sede episcopale in sua assenza.
Nel 1646, tuttavia, perse tutti gli incarichi ricevuti per volere del Parlamento, a seguito di un suo sermone in favore di re Carlo I, e trovò asilo presso Sir Thomas Rich, I baronetto di Sunning, nel Berkshire dove morì e fu seppellito.